# Кобзев, Юрий Викторович
Юрий Викторович Кобзев (Родился 20 декабря 1972 г. в г. Таганроге Ростовской области) — российский государственный и политический деятель, депутат Государственной Думы VII созыва, член фракции «Единая Россия», член комитета Госдумы по охране здоровья (2016-2020).

## Биография
В 1997 году получил высшее медицинское образование в Ростовском государственном медицинском университете, окончив лечебный факультет. С 1997 года по 2010 год занимался предпринимательской деятельностью, работал директором в гостиничном и ресторанном бизнесе в компаниях «Орион» и «Рибэкс+» (в последней является соучредителем). С 2010 года по 2014 год работал в муниципальном учреждения здравоохранения «Диагностическо-консультативный цент» главным врачом учреждения. С 2014 года работал исполняющим обязанности главного врача МБУЗ «Городская больница скорой медицинской помощи» № 5, с 2015 года — главный врач больницы. Работал главным врачом городской больницы до 2016 года.
В 2014 году баллотировался в депутаты Городскую думы VI созыва, по результатам выборов избран депутатом Таганрогской городской Думы по одномандатному избирательному округу № 2. Работал в представительном органе на непостоянной основе — совмещал депутатскую деятельность с работой главным врачом.
В 2016 году баллотировался в депутаты Госдумы от партии «Единая Россия», по результатам выборов избран депутатом Государственной думы РФ VII созыва по Таганрогскому одномандатному избирательному округу округу № 151.
С 22 декабря 2020 года полномочия депутата Юрия Кобзева были прекращены досрочно в связи с назначением министром здравоохранения Ростовской области.
Отец — Виктор Анатольевич Кобзев, авиаконструктор.

## Законотворческая деятельность
С 2016 года по 2019 год, в течение исполнения полномочий депутата Государственной Думы VII созыва, выступил соавтором 111 законодательных инициатив и поправок к проектам федеральных законов.